# CROWS (RWS)

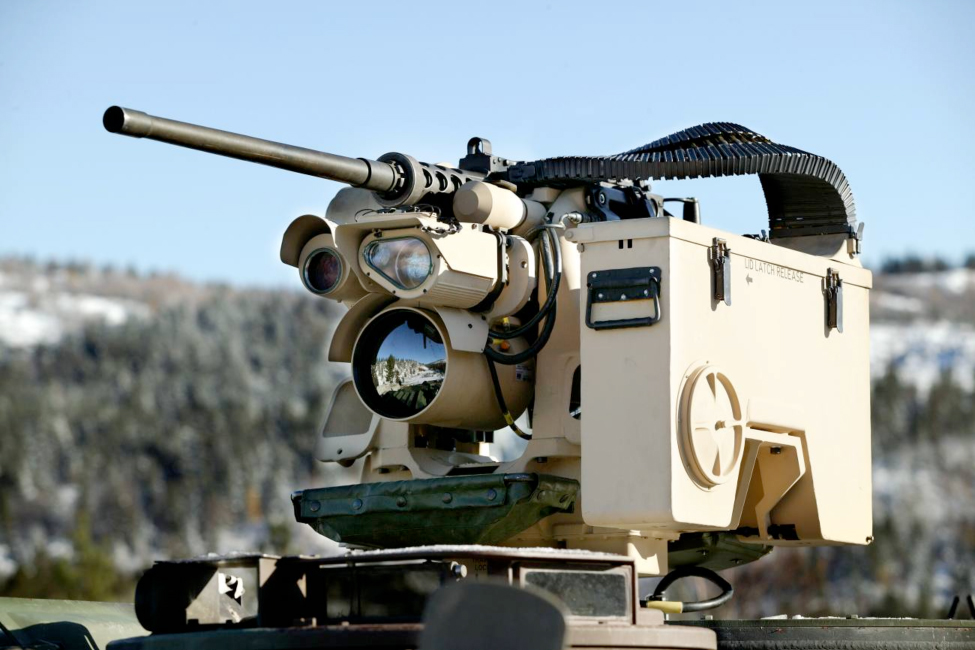
12.7mmM2重機関銃を搭載したM153 CROWS II

CROWS（Common Remotely Operated Weapon Station）は、アメリカ合衆国で調達、運用されているRWS（Remote Weapon Station, 遠隔操作式銃塔）の呼称である。最初に配備されたM101 CROWSと、その後改良型として配備されたM153 CROWS IIの2種類のモデルがあるが、両者は全く別のメーカーの製品をアメリカ軍がそれぞれ制式採用したものであって、M153 CROWS IIはM101 CROWSの直接の後継機種という訳では無い。

## 概要
CROWSはアメリカ軍による要求仕様に基づいて調達、配備されたRWSである。5.56mmM249軽機関銃、7.62mmM240汎用機関銃、12.7mmM2重機関銃、Mk19 40mmグレネードランチャーを装備可能で、周囲360°の旋回能力、上方60°下方20°の仰俯角を持ち、ジャイロスタビライザーにより安定化されている。照準用光学機器として可視光用ビデオカメラ、赤外線暗視カメラ（サーマルサイト）、レーザーレンジファインダーが搭載されており、弾道計算用のFCS（火器管制装置）を持つ。

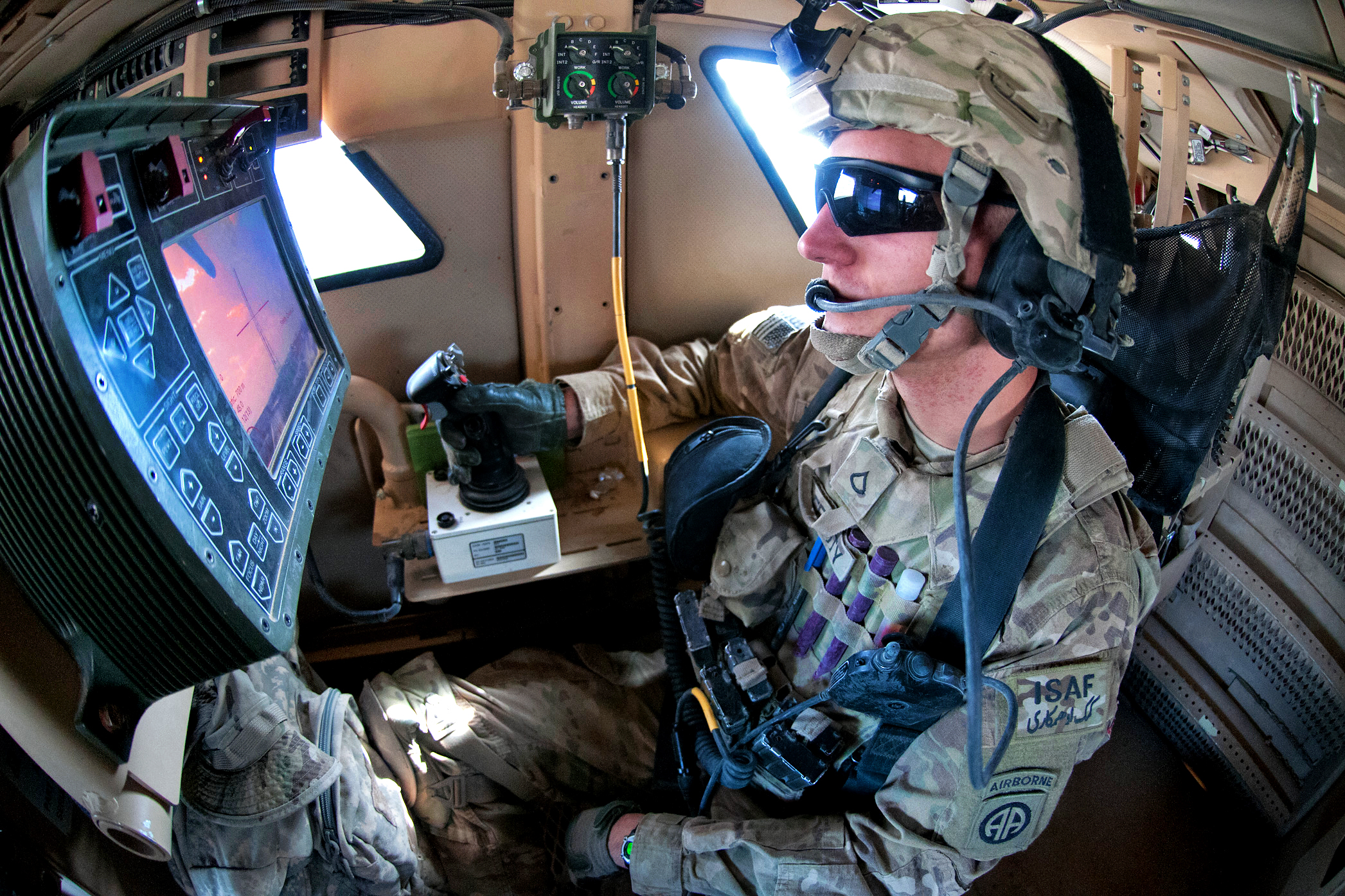
マックスプロの車内でM153 CROWS IIを操作する米軍兵士。2012年、アフガニスタン。

2004年にイラク駐留アメリカ軍に配備が始まったM101 CROWSは、Recon Optical Inc製のRWSであるRAVEN R-400をアメリカ軍が制式化した物で、特殊部隊、憲兵隊、歩兵部隊、輸送部隊などに配備された。M101 CROWS（RAVEN R-400）は約560基がアメリカ軍に配備された。2006年にはオーストラリア軍のブッシュマスターIMVへの搭載用に44基のR400S RWSをオーストラリアが購入し、アメリカ以外の初のユーザーとなった。後にオランダ陸軍がオーストラリアからブッシュマスターIMVを緊急購入した際、R400S RWSが装備された車両もオランダ軍に導入された。
2007年8月に調達契約が交わされたM153 CROWS IIは、ノルウェーのコングスベルグ・ディフェンス&エアロスペース社製のプロテクター RWSシリーズの機種であるM153 プロテクターをアメリカ軍が採用したもので、当初からM101 CROWSを大きく上回る約6,500基がアメリカ軍に導入された。2009年にはアメリカ軍の調達数が約10,000基強に増やされている。M153 プロテクターの前身であるM151 プロテクターはアメリカ陸軍のストライカー装甲車の標準装備として配備されていたため、運用評価が進んでいた事や、保守部品の互換性などの優位性があったものと見られる。M153 CROWS IIはハンヴィー、M1A2 SEP V2、各種MRAP（マックスプロ、RG-31、M-ATV、バッファローMPCVなど）に幅広く搭載されている。

## バリエーション
M101 CROWS
アメリカ合衆国のRecon Optical社によって開発されたRAVEN R-400をアメリカ軍が採用した物。重量約135kg（火器含まず）。
M153 CROWS II
ノルウェーのコングスベルグ・ディフェンス&エアロスペース社によって開発されたM153 プロテクターをアメリカ軍が採用した物。重量約172kg（火器含まず）。
CROWS-J
M153 CROWS IIにFGM-148 ジャベリン対戦車ミサイルを追加装備したバージョンで、2017年から18年にかけて第2騎兵連隊のM1126ストライカーICVに配備されテストされた。
アメリカ陸軍は各ストライカー旅団のICVの半分を30mm機関砲搭載型のM1296ストライカーICVD（ドラグーン）に更新し、残りの半分にはCROWS-Jを装備する事により、各ストライカー旅団の火力強化を検討している。

## 運用国
アメリカ合衆国
M101 CROWS 約560基。M153 CROWS II 約10,000基を導入。後者はハンヴィーやMRAPへの搭載の他、M1A2 SEP V2の標準装備となった。
 オーストラリア
ブッシュマスターIMVにRAVEN R-400（M101 CROWS）を搭載。
 オランダ
オーストラリア軍からブッシュマスターIMVを直接緊急購入したため、R-400 RWS（M101 CROWS）もセットで導入された。

## 画像

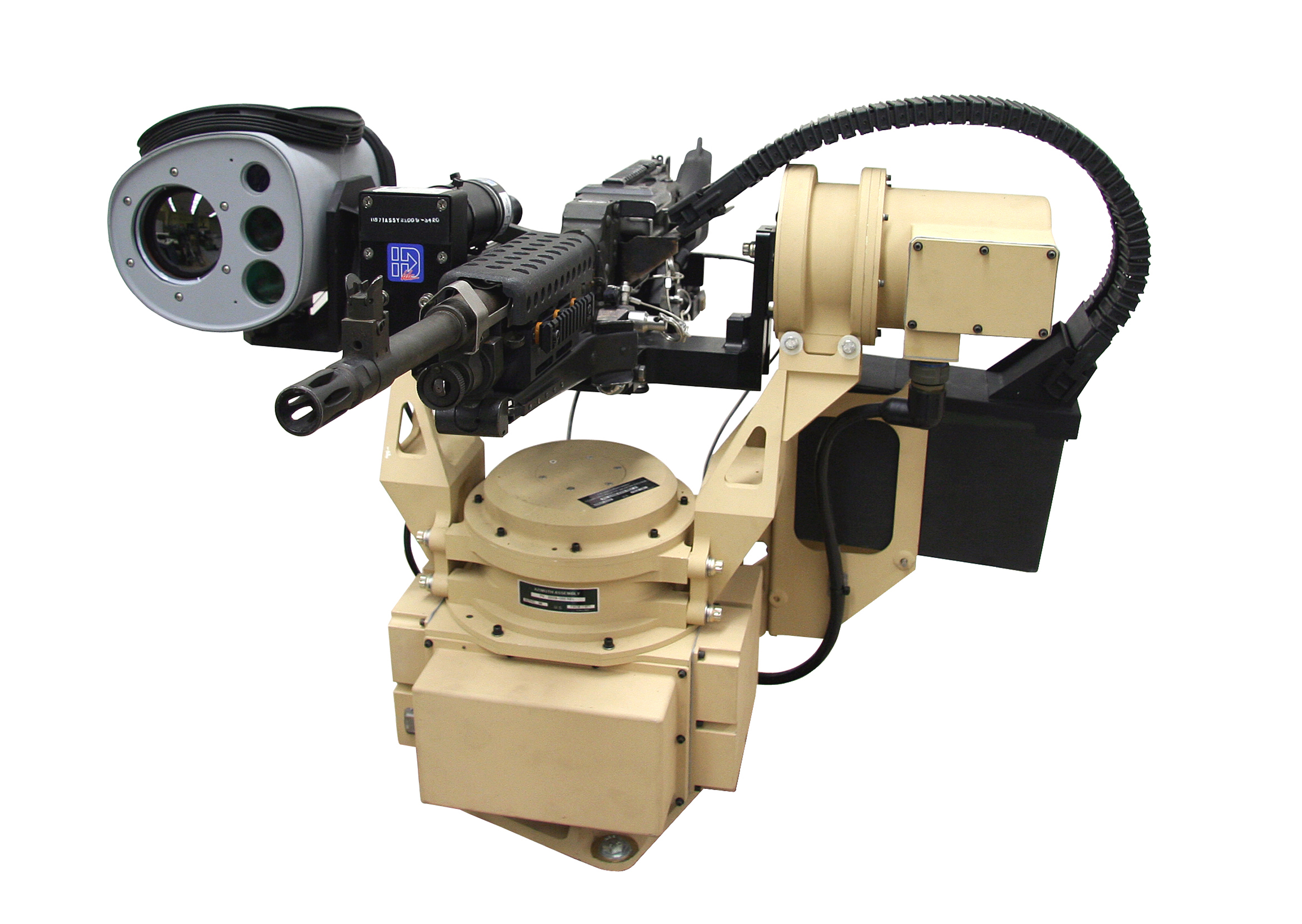
RAVEN R-400のプロトタイプ。後にM101 CROWSとして採用された。
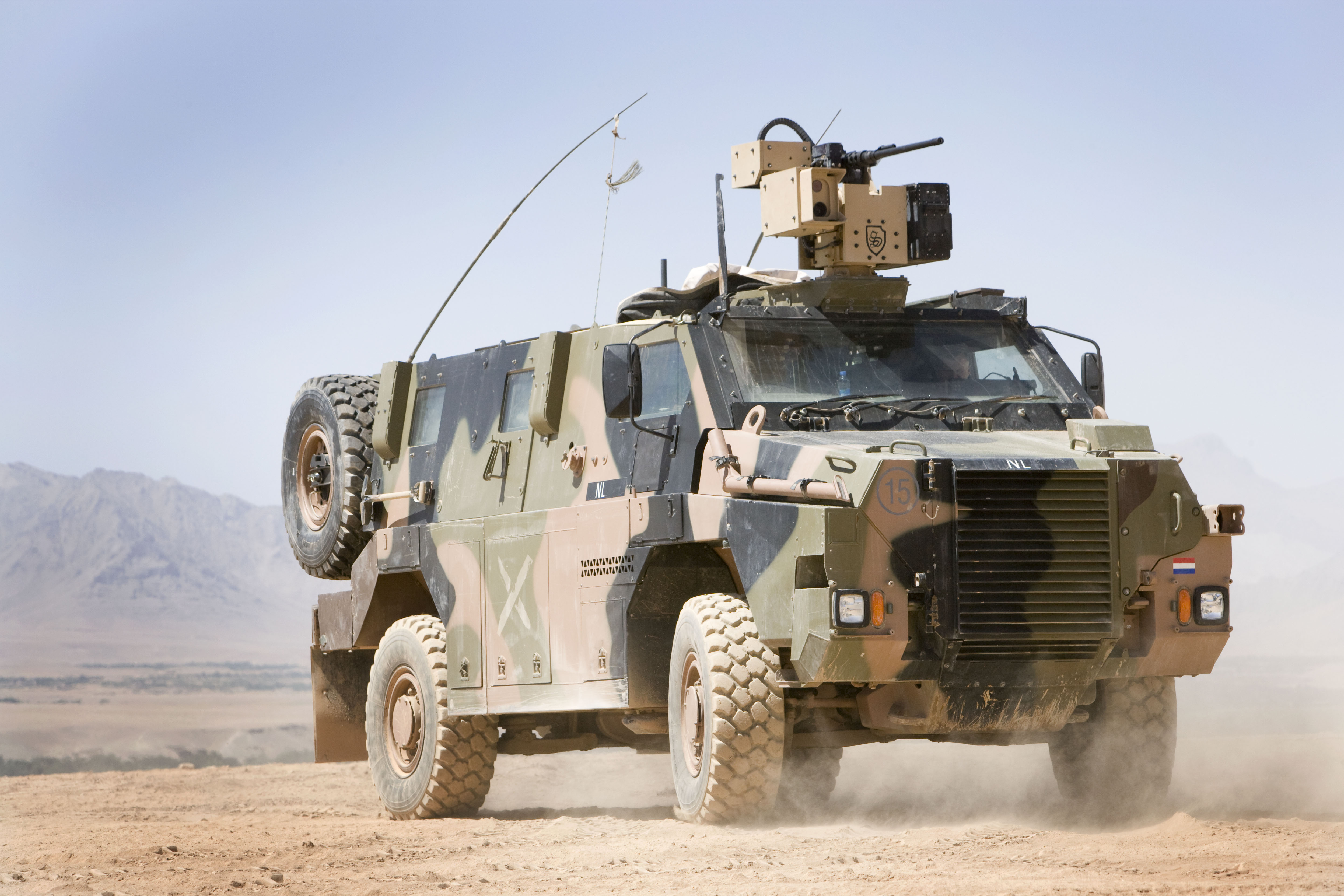
R-400（M101 CROWS）を搭載したブッシュマスターIMV。
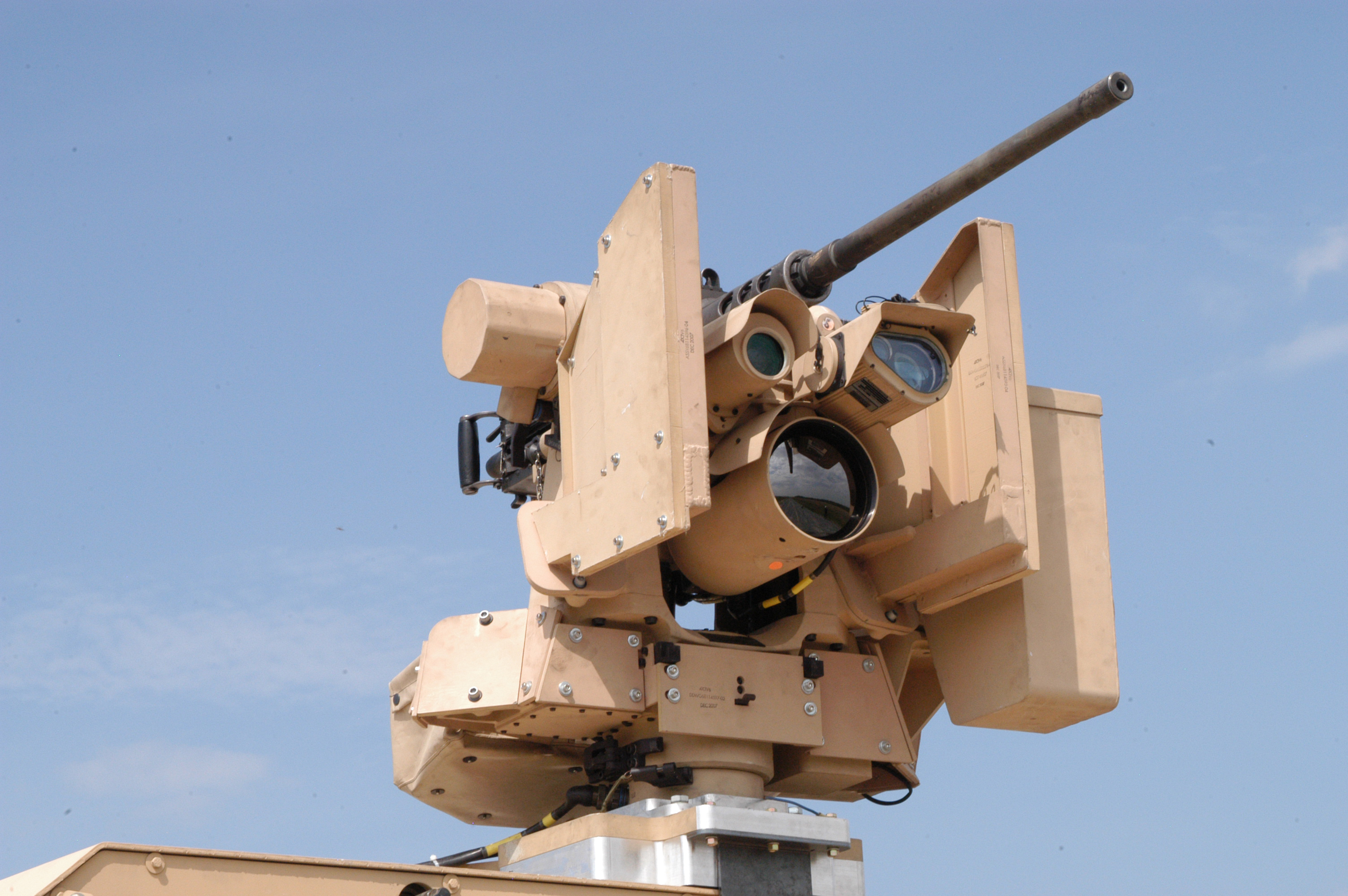
M153 CROWS II（M153 プロテクター）。光学機器側面に防弾板が設置されている。
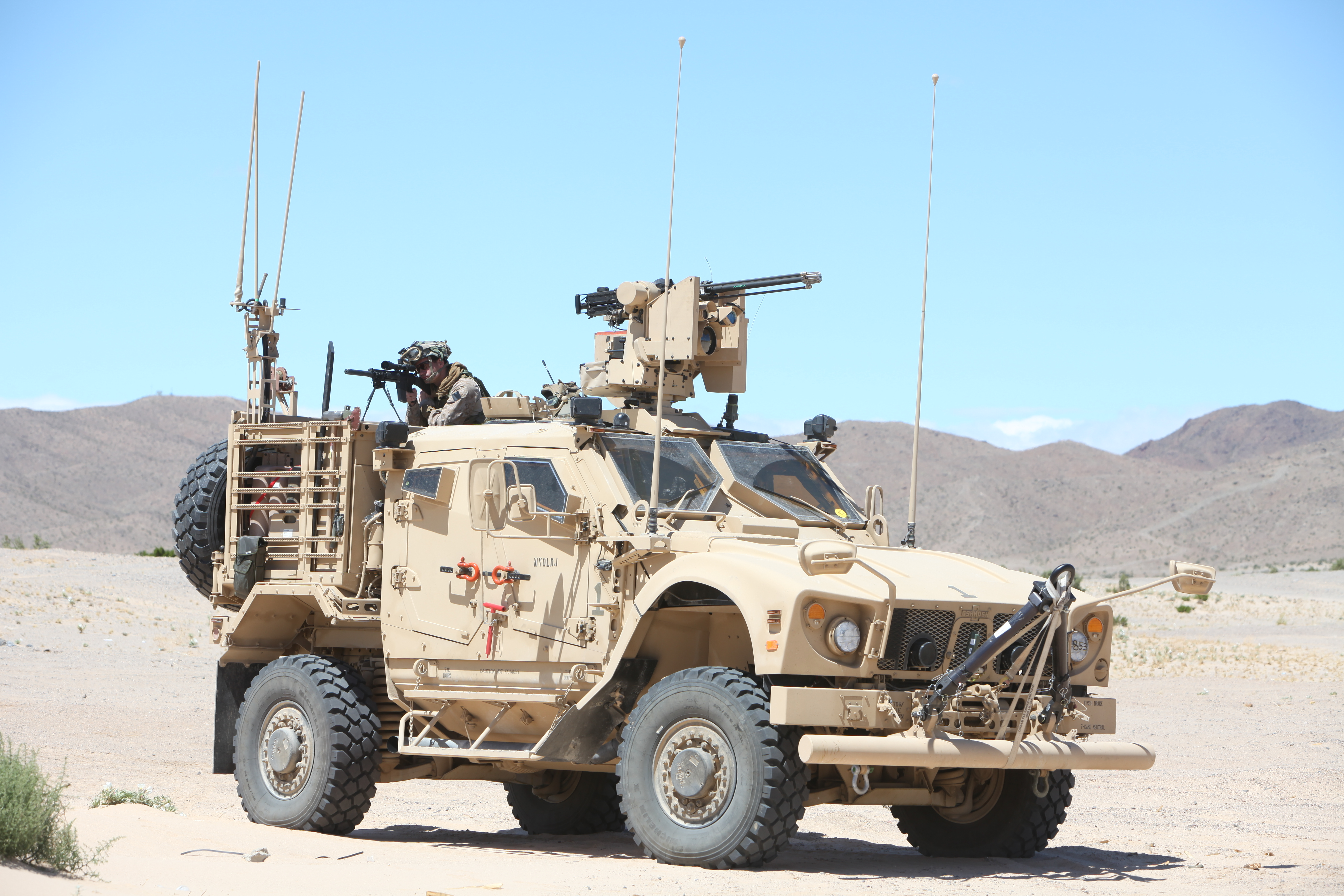
M153 CROWS IIを搭載したM-ATV。
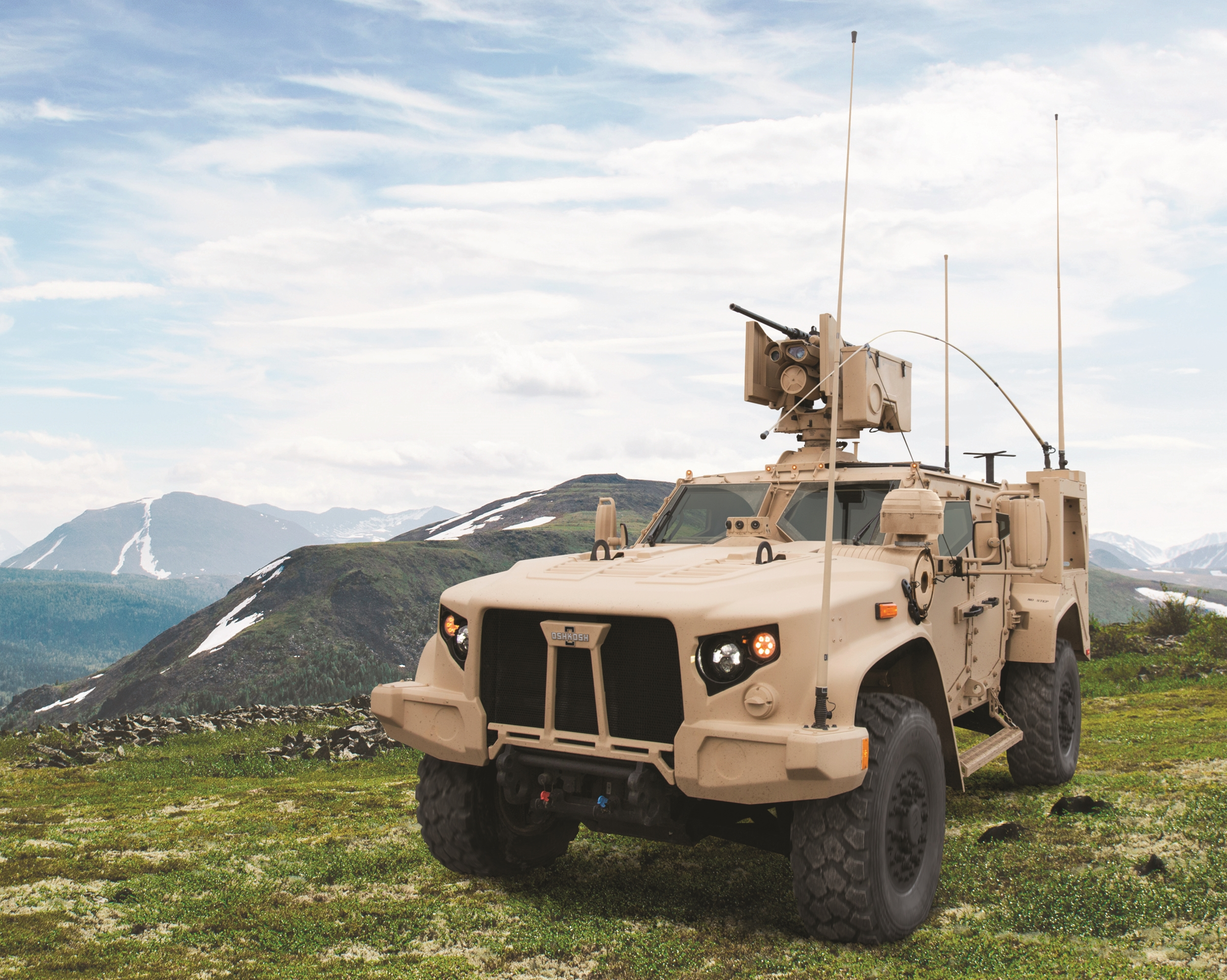
M153 CROWS IIを搭載したL-ATV (JLTV)。
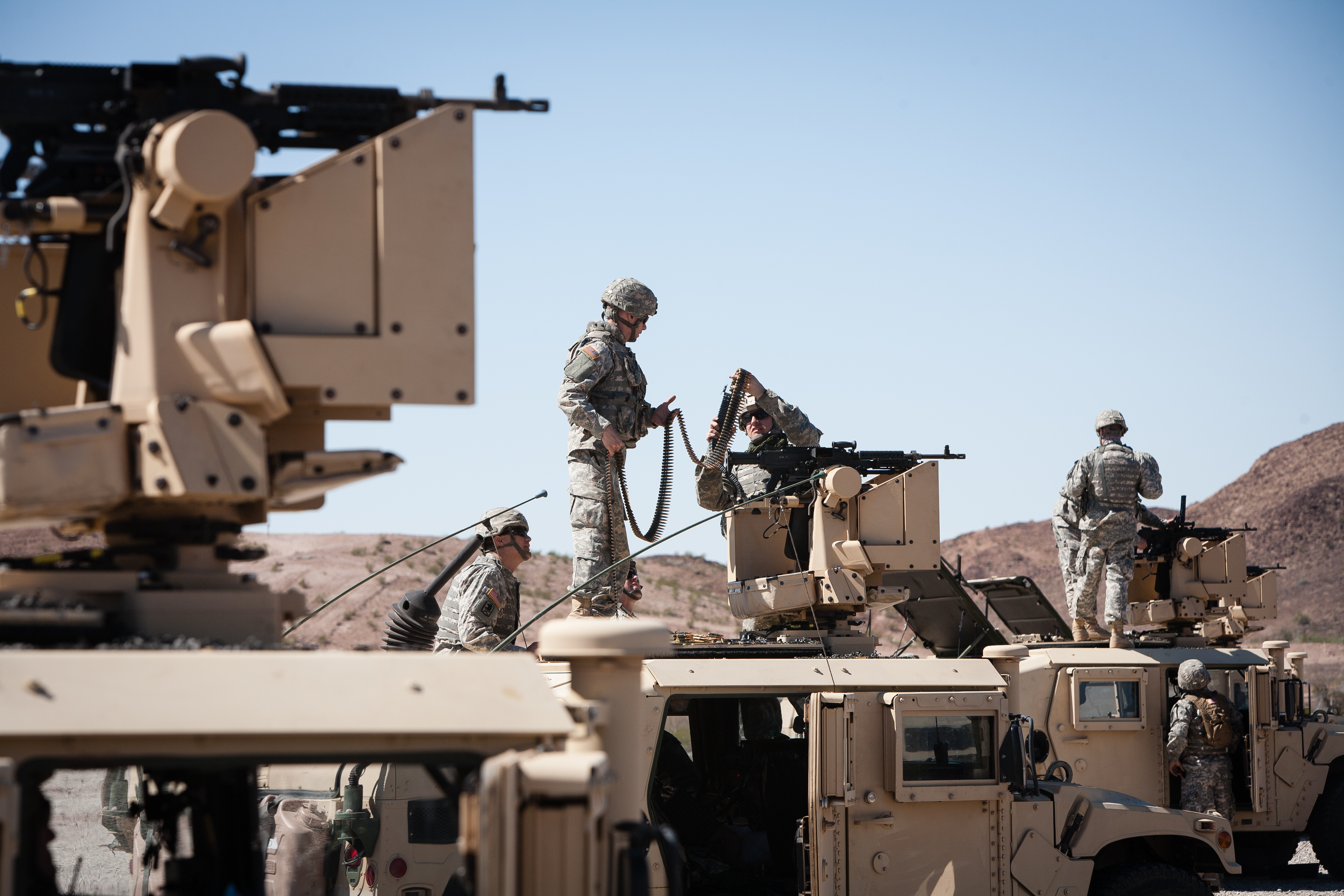
M153 CROWS IIを搭載したハンヴィー。
M153 CROWS IIを搭載したRG-33。
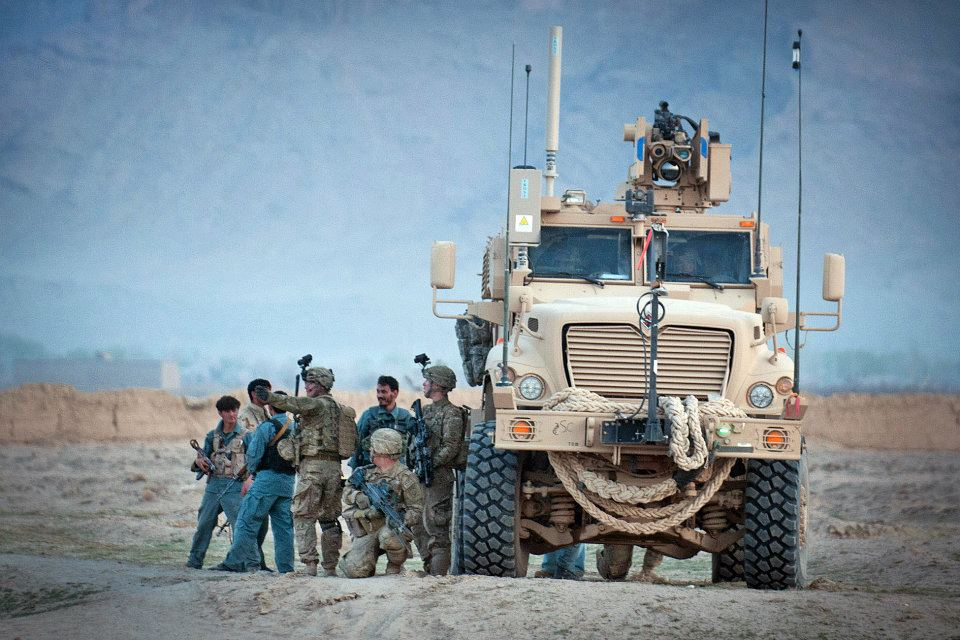
M153 CROWS IIを搭載したマックスプロ。
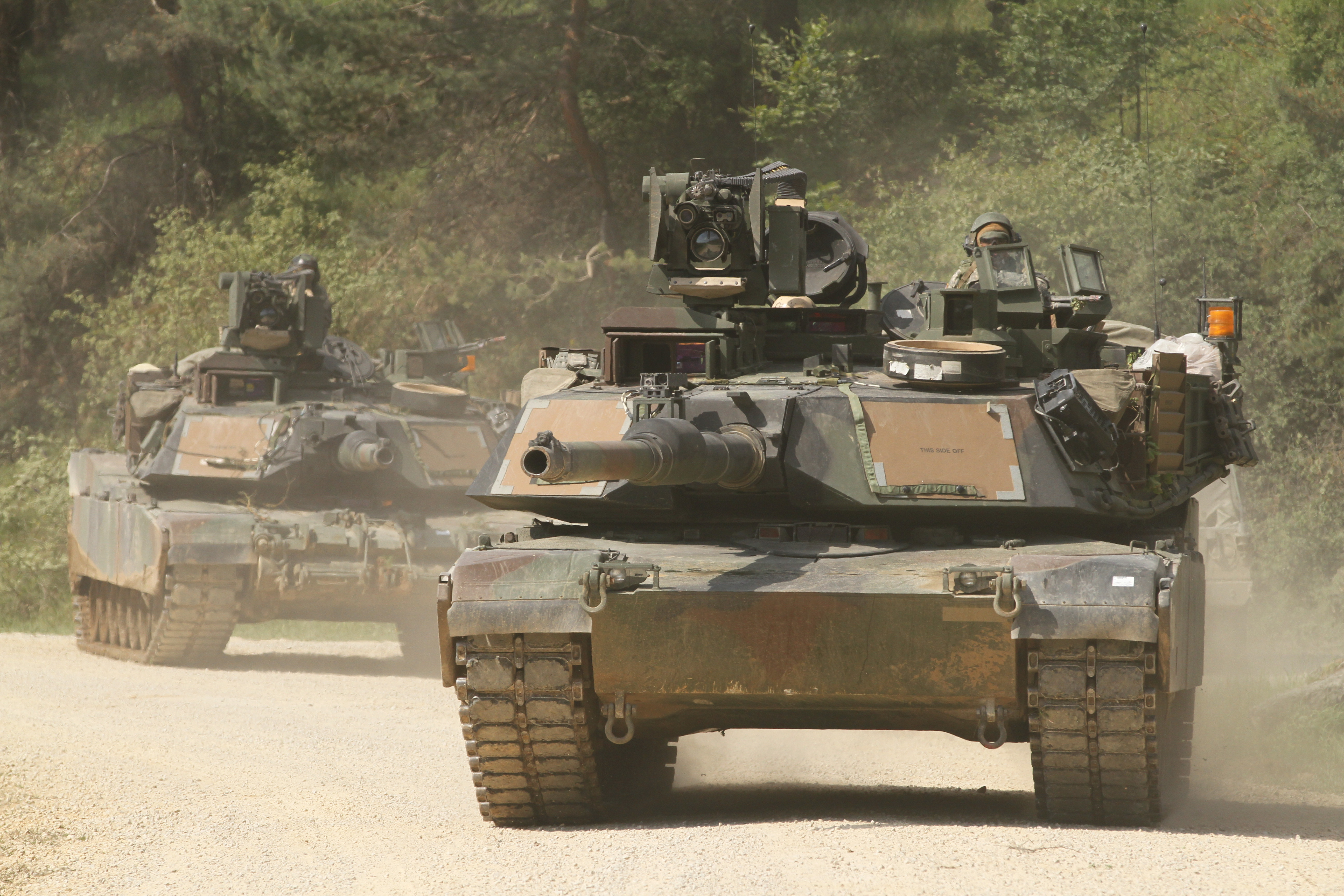
M153 CROWS IIを搭載したM1A2 SEP V2。
M153 CROWS IIにMk19 40mmグレネードランチャーを搭載するアメリカ陸軍兵士。
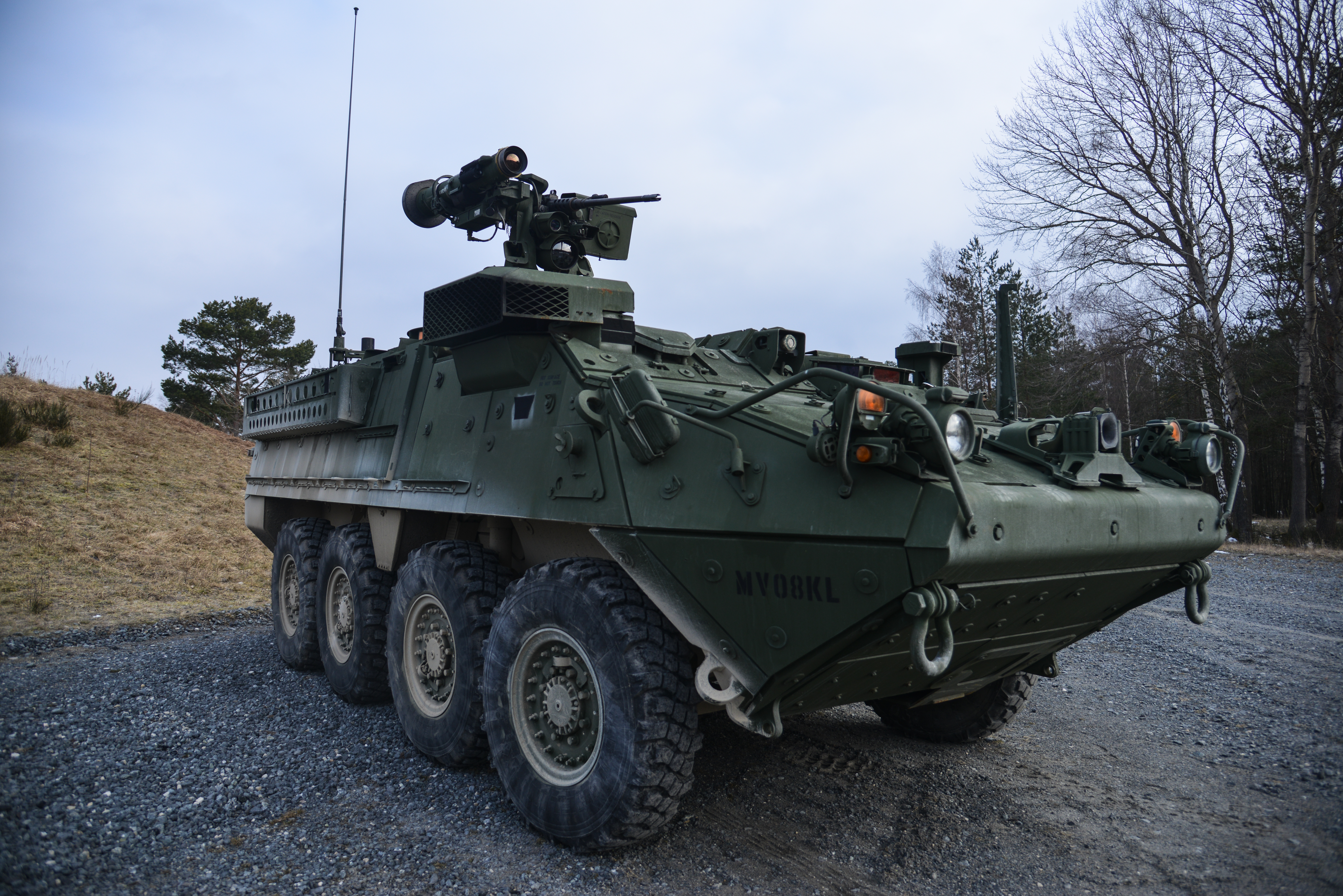
CROWS-Jを搭載した第2騎兵連隊（英語版）のストライカー。